# ベネデット・カリアリ
ベネデット・カリアリ（伊: Benedetto Caliari, 1538年-1598年）は、イタリアのルネサンス期のヴェネツィア派の画家である。ベネデットは芸術家の家族に生まれ、父ガブリエレ・カリアリ（Gabriele Caliari）は石切り職人であり、兄弟のパオロ・カリアリはルネサンス期の画家イル・ヴェロネーゼとしてよく知られている。

## 生涯
ヴェロネーゼの主要な助手は、弟のベネデットとヴェロネーゼの2人の息子カルロ・カリアリ（Carlo）またはカルレット・カリアリ（Carlo; Carletto Caliari , 1570年-1596年）、ガブリエレ・カリアリ（Gabriele Caliari, 1568年-1631年）であった。ヴェロネーゼより10歳ほど若かったベネデットはヴェロネーゼの構図で非常に際立った特徴を形成している建築学的な背景で非常に大きなシェアを持っていたと見なされている。1588年のヴェロネーゼの死後、ベネデット、カルロ、ガブリエレは彼の未完成の絵画を完成させた。また彼らはしばしばヴェロネーゼの相続人として集合的に署名した。
現在、ベネディット・カリアリの作品はベルガモのアッカデミア・カッラーラ、サンクトペテルブルクのエルミタージュ美術館、オハイオ州クリーブランドのクリーブランド美術館、ハワイのホノルル美術館、ウィーンの美術史美術館（ヴェロネーゼ、カルロとの共作）、フランスカルヴァドス県、カンのカン美術館などのパブリックコレクションに所蔵されている。

## ギャラリー

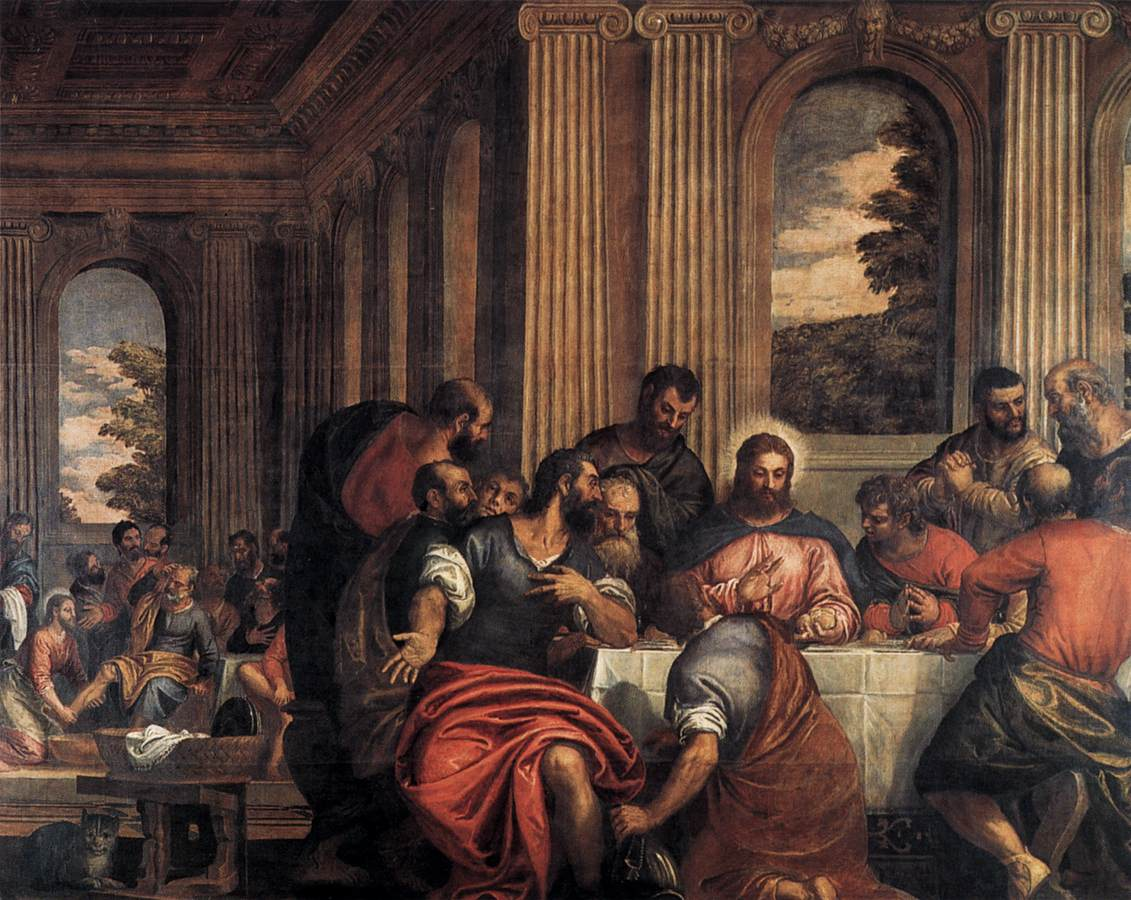
『最後の晩餐』ヴェネツィア、サンティ・ジョヴァンニ・エ・パオロ聖堂（英語版）所蔵
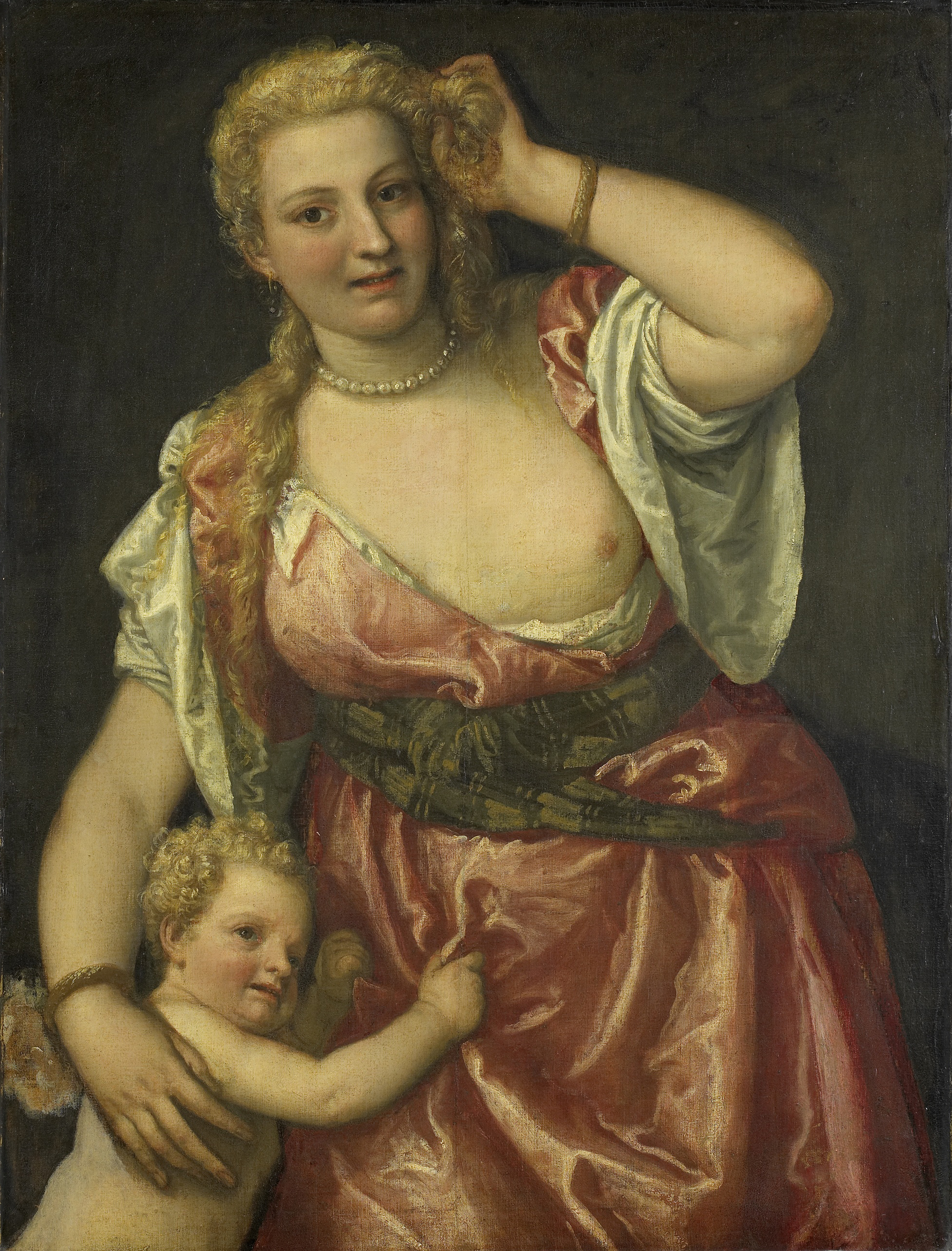
『ヴィーナスとアモール』アムステルダム国立美術館所蔵
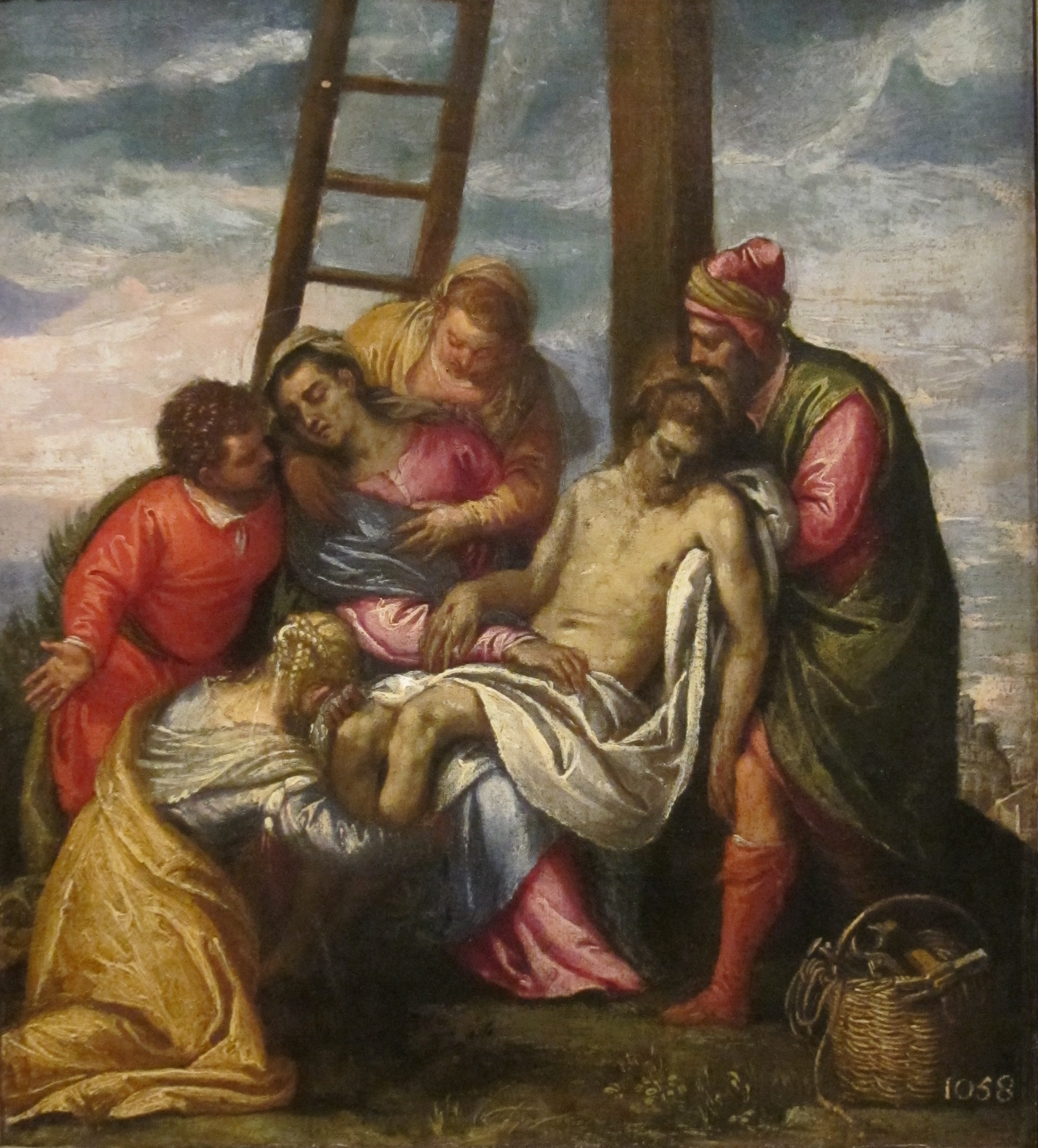
『十字架降下』ホノルル美術館所蔵